# Confédération de l'Équateur
La confédération de l'Équateur (en portugais : Confederação do Equador) est une révolte de courte durée qui a eu lieu dans la région du Nordeste au Brésil durant la lutte pour l'indépendance contre le Portugal. Le mouvement sécessionniste est dirigé par de riches propriétaires terriens qui s'opposent aux réformes de l'empereur Pierre Ier. Les combats ont lieu dans les États de Pernambouc, du Ceará et de Paraíba.

## Antécédents
La dissolution, par l'empereur Pierre Ier, de l'Assemblée constituante du Brésil en 1823 est bien accueillie dans le Pernambouc. Les deux plus grands leaders libéraux de la province, Manuel de Carvalho Pais de Andrade et Joaquim do Amor Divino Rabelo e Caneca (dit « Frei Caneca »), s'opposent en effet à la faction de José Bonifácio de Andrada e Silva, qui était jusque-là au pouvoir à Rio de Janeiro. Manuel de Carvalho Pais de Andrade et Joaquim do Amor Divino Rabelo e Caneca sont des républicains qui ont participé à la révolution pernamboucaine de 1817 mais qui ont par la suite été graciés. Ils ont finalement accepté le régime monarchique en pensant qu'il donnerait plus d'autonomie aux provinces brésiliennes,. 
La promulgation de la constitution impériale en 1824, qui met en place un régime fortement centralisé, les frustre fortement. Le Pernambouc est alors divisé entre deux factions politiques : une monarchique, dirigée par Francisco Paes Barreto, et une autre républicaine, dirigée par Manuel de Carvalho Pais de Andrade. La province est gouvernée par Paes Barreto, qui a été nommé gouverneur par Pierre Ier, conformément à la loi promulguée par l'Assemblée constituante le 20 octobre 1823,. Le 13 décembre 1823, Paes Barreto démissionne sous la pression des libéraux qui élisent illégalement à sa place Paes de Andrade. Ni l'empereur, ni le gouvernement ne sont informés de l'élection et, une fois mis au courant des événements, ils exigent le retour de Paes Barreto, ce que refusent les libéraux.
Les navires de guerre Niterói et Piranga dirigés par John Taylor, un capitaine britannique, sont alors envoyés à Recife pour forcer les libéraux à respecter la loi, sans succès. Les libéraux refusent avec véhémence de ramener Paes Barreto et s'en vantent : « Nous allons mourir ! Laissez le Pernambouc être détruit ! Il y aura la guerre ! ». Frei Caneca, José da Natividade Saldanha et João Soares Lisboa (qui viennent de rentrer d'exil de Buenos Aires) sont les intellectuels qui soutiennent la rébellion  et souhaitent préserver les intérêts de la gentry qu'ils représentent. Bien que Recife (ou pour être plus précis, les libéraux) se rebellent, Pierre Ier essaie d'éviter un conflit qu'il considère comme inutile. Il nomme alors un nouveau gouverneur de la province, José Carlos da Silva Ferrão Mayrink. Mayrink est originaire de la province du Minas Gerais, mais il est lié aux libéraux : il peut donc agir comme une entité neutre et ainsi concilier les deux factions locales. Cependant, les libéraux n'acceptent pas Mayrink et l'obligent à retourner à Rio de Janeiro. Les rumeurs d'une grande attaque navale portugaise (le Brésil étant encore en guerre pour son indépendance) contraignent dans le même temps John Taylor à quitter Recife.

## La rébellion
Le 2 juillet 1824, un jour seulement après le départ de Taylor, Manuel Paes de Andrade annonce l'indépendance du Pernambouc. Il envoie en outre des invitations aux provinces du Nord et du Nordeste à rejoindre le Pernambouc et former ainsi la Confédération de l'Équateur. Le nouvel État républicain est finalement formé des provinces du Grand Pará (actuels Amazonas, Roraima, Rondônia et Pará), Maranhão, Piauí, Ceará, Rio Grande do Norte, Alagoas, Sergipe, Paraíba, Pernambuco et de Bahia. Cependant, aucun d'entre eux n'adhère à la révolte sécessionniste, à l'exception de quelques villages du sud du Ceará et de Paraíba,. Toutefois, dans le Ceará la situation est devenue plus sérieuse avec le renversement du gouverneur Pedro José da Costa Barros, qui est remplacé par le confédérationniste Tristão Gonçalves de Alencar Araripe. Les autres villes et villages de la province n'acceptent pas la loi et contre-attaquent. Alencar Araripe est tué au champ de bataille où il tentait de vaincre les troupes légalistes. Alors qu'elle n'est plus capitale de la province, Fortaleza réaffirme sa fidélité à l'Empire. Dans le  Pernambouc, Paes de Andrade compte sur Olinda, où le reste de la province n'a pas rejoint la révolte. Le chef de la confédération prépare ses troupes pour l'attaque inévitable du gouvernement et recrute de force des enfants ainsi que des vieillards. Pierre Ier, après avoir pris connaissance de la révolte sécessionniste, annonce alors : « Qu'exigent les insultes du Pernambouc ? Probablement un châtiment, et un tel châtiment qu'il servira d'exemple pour l'avenir ».
Paes Barreto dirige lui-même ses troupes pour mater la révolte mais est défait, ce qui l'oblige à reculer en attendant des renforts. Le 2 août, l'empereur envoie une division navale commandée par l'amiral Thomas Cochrane, composée d'un navire de ligne, un brick, une corvette et deux bateaux de transports comprenant 1 200 soldats commandés par le brigadier général Francisco de Lima e Silva. Les troupes débarquent à Maceió, capitale de l'Alagoas, d'où elles se dirigent par voie terrestre vers le Pernambouc et les 400 hommes qui ont rejoint Paes Barreto. Au cours du trajet, l'armée loyaliste est renforcée par des militants et porte son nombre à 3 500 soldats. La plupart des habitants du Pernambouc, qui vivent à la campagne, y compris les partisans de Paes Barreto et les neutres indifférent au conflit entre les deux factions, restent fidèles à la monarchie.
Pendant ce temps, Thomas Cochrane, qui prend en otage Recife par la mer, tente de convaincre Paes de Andrade de se rendre et d'éviter ainsi des morts inutiles. Andrade refuse l'offre avec arrogance, alléguant qu'il préfère mourir en combattant « au champ d'honneur ». Le 12 septembre, l'armée dirigée par le général de brigade Lima e Silva et Paes Barreto attaque Recife. Manuel Paes de Andrade, qui avait juré de se battre jusqu'à la mort, s'enfuit secrètement avec José da Natividade Saldanha, sans en informer ses compagnons, dans un navire britannique. Les rebelles, sans dirigeant et démotivés, sont défaits cinq jours plus tard à Olinda. Quelques-uns, dirigés par Frei Caneca, réussissent à s'échapper vers le Ceará. Ils pensaient alors être en mesure de rejoindre les confédérés de cette province. Quelques semaines plus tard, ils sont battus par les troupes légalistes. Certains sont morts, comme João Soares Lisboa et Alencar Araripe (assassiné par ses propres hommes), tandis que d'autres sont emprisonnés, comme Frei Caneca. Les rebelles de Paraíba ne résistent pas mieux et sont rapidement débordés par les troupes de la province (chaque camp avait 2 000 hommes), sans l'aide du gouvernement central.

## Épilogue
La persécution en justice contre les confédérés commence en octobre 1824 et se déroule jusqu'en avril 1825. Des centaines de personnes qui ont participé à la rébellion sont condamnées à mort. Parmi elles, Frei Caneca. Toutes les autres sont graciées par Pierre Ier le 7 mars 1825.